# 半田市立乙川中学校
半田市立乙川中学校（はんだしりつ おっかわちゅうがっこう）は、愛知県半田市にある公立の中学校。

## 歴史
1947年（昭和22年）4月に開校した公立中学校。半田市立乙川小学校、半田市立横川小学校、半田市立乙川東小学校を校区としている。
1998年（平成10年）8月には中国の徐州市第一中学との姉妹校提携調印式が行われた。
2022年（令和4年）12月に旧校舎老朽化により新校舎が作られた。

## 校訓
- 自主
- 共同
- 責任

## 校歌
- 作詞：久松潜一[4]
- 作曲：信時潔[4]

## 主な学校行事
4月
- 入学式
- 始業式

5月
- 中間テスト

6月
- 修学旅行（3年生）…東京ディズニーランド、東京分散研修など
- 期末テスト

7月
- 部活動激励会
- 終業式

8月
- 全校出校日

9月
- 始業式
- 野外教育活動（2年生）

10月
- 体育祭
- 中間テスト

11月
- 上級学校訪問（2年生）
- 飯森祭…（乙川中学校の学校祭。乙川中卒業生は入校可能だが、他校の生徒の入校は禁止である。また、飯森祭と呼ばれ、バンドなどで盛り上がる。
- 期末テスト

12月
- 合唱コンクール（2020年度は中止。2021年度はコロナのため合唱際となった。）
- 終業式

1月
- 始業式

2月
- 学年末テスト（3年生を除く）

3月
- 卒業生を送る会…在校生によって催される卒業生のための行事。主に思い出のアルバム、小学校時の担任もしくは、乙川中学校を転勤した担任からのメッセージ、3年生の先生が演じる劇、校歌斉唱など
- 卒業式
- 修了式

## 部活動
乙川中学校では部活動は全員参加型であり、「帰宅部」などはない。
運動部
- 野球部（男子のみ）
- ソフトボール部（女子のみ）
- サッカー部
- ハンドボール部
- 陸上部
- 水泳部
- ソフトテニス部
- バスケットボール部
- バレーボール部
- 卓球部
- バドミントン部（女子のみであったが、2004年度（平成16年度）より男子も入部可になった）
- 柔道 相撲部
- 剣道部

文化部
- 吹奏楽部
- 家庭科部
- 美術部
- クラフト（コンピュータ）部
- 文化活動部(資格研究部と囲碁将棋部が合併した)
- 地域活動部

廃部
- 新体操部（女子のみ）
- 英語部
- 合唱部
- 書道部

## 著名な卒業生
- 関啓扶（プロ野球選手）
- 光岡映二（総合格闘家）

- 杉江"アマゾン"大輔（柔術家、総合格闘家）[5]

- 浜田博（元競艇選手）
- 三遊亭とん馬（落語家）